# トーマスサリー
トーマス サリー（本名：サリー・レナ・トーマス、1985年6月27日 - ）は、日本のフリーアナウンサー。ノースプロダクション所属。元テレビ神奈川（tvk）の契約アナウンサーおよび元静岡第一テレビのアナウンサーで、第一テレビ時代のみトーマス玲奈（トーマス れな）名義、アナウンサーになる前のモデル時代とテレビ神奈川移籍後 はトーマスサリー名義。國學院大學法学部卒業。

## 来歴・人物
- 血液型A型。身長168cm、足のサイズ25.5 cm。左利き[2]。
- 父がイギリス人、母が日本人。名前の「サリー」は『魔法使いサリー』から引用している[3]。
- 東京都で生まれ、兵庫県西宮市で暮らし、小学3年生の時に神奈川県横浜市へと居を移す。
- 小学校時代は兵庫県西宮市に住んでいたが、3年生の時に阪神・淡路大震災を経験。その際に親戚の住む千葉県に避難したところ、テレビの取材を受けたのを機にアナウンサーを志したと言う[4]。
- 1996年から2000年まで雑誌『セブンティーン』の専属モデルをしていた。
- 國學院大學法学部法律学科卒業後、静岡第一テレビへ入社。入社後すぐに「ハッピー☆届け隊」という同社のキャンペーンガールの1人になった。また、このキャンペーンガールになったことで、2008年3月31日に新人アナウンサーとしては異例の早さでテレビ出演をした。
- 2012年3月末、静岡第一テレビを退社し、翌月にテレビ神奈川へ移籍。
- 2018年3月にテレビ神奈川を退社。セントフォース所属のフリーアナウンサーとして活動をスタートする。[要出典]（一部のtvk番組は不定期ながら引き続き担当する）
- 特技は幼少から習っていたクラシック・バレエ。　また、ボウリングが得意で最高スコアは183。
- 2020年8月、ノースプロダクションに所属する。
- 樋田かおりが設立したトークナビに所属し、企業研修や就職活動の面接指導などを行っている。

## 保有資格
- 漢字検定2級
- 秘書検定2級

## 出演番組

### フリーアナウンサー
- 日テレNEWS24（2020年8月2日 - 、スカパー!） - キャスター
- ユーキャン新語・流行語大賞（2018年）
- 全国高等学校野球選手権神奈川大会中継 開会式実況、速報担当（テレビ神奈川）
- ブレイク![5]（2018年4月10日 - 2018年9月25日、DMM制作、全国地上波25局ネット）
  - 古巣のテレビ神奈川では放送されていないが、静岡第一テレビでは放送されていた。
- 最も電波な遊戯[6]（2019年、かわさきFM） - Kalitaラジオ広告ナレーション
- ハザコクフェスタ(2019年)
- 燃える男 中畑清 1・2・3 絶好調（2019年4月20日 - 、千葉テレビ）]
- 羽沢横浜国大駅開業、相鉄・JR直通運転開始記念イベント「ハザコクフェスタ」(司会、2019年11月30日)[1]

### 静岡第一テレビ勤務時
- news.every (全国中継)
- 秘密のケンミンショー
- 静岡〇ごとワイド!（水曜リポーター）
- news every.しずおか（月・火曜）
- 930プラス
- ネヅクマといっしょ。（ナレーター）
- NewsリアルタイムSHIZUOKA（月・火曜）
- FRONT ZERO

### テレビ神奈川専属時
- サタミンエイト（2016年4月9日 - 2017年3月25日）
- ありがとッ!（金曜MC）
- NEWS930α（木～金曜メインキャスター）
- あっぱれ!KANAGAWA大行進（2013年5月11日、12月14日） - 代演[7][8]
- 部活応援プロジェクト しゃかりき
- tvkニュース・天気（随時）
- 高校野球ニュース（7月高校野球神奈川大会開催期間中・2012年大会から2017年大会まで担当）
- 横浜マラソン2018 （2018年10月28日）- スタジオアシスタント

## CM
- ソニー・エリクソン・モバイルコミュニケーションズ「W41S」2006年2月～8月
- マツダ軽自動車「CHANGING COLORS」篇 2006年8月～2007年2月

## モデル歴
- 資生堂プロフェッショナルrecipist  (広告)
- 花王ラビナス  (TVCF)
- NTTDoCoMo  (カタログ)
- サン宝石  (ポスターカタログ)
- HABAビューティージーン(広告)
- carlife lookbook
- POKER FACE (ポスター)
- プチバースデイ（雑誌）
- セブンティーン（集英社）1996年12月～2000年9月
- 新神戸オリエンタルホテルブライダル 2007年1月～2008年1月
- BURBERRYGINZA  (ファッションショー)

## 雑誌
- セブンティーン（集英社)
- CUTiE、mini、Spring、non-no（宝島社）
- an・an  (マガジンハウス)
- Zipper（祥伝社）
- SEDA（日之出出版）
- 装苑、装苑別冊（文化出版局）
- mina（主婦の友社）
- JUNIE（扶桑社）
- vita（ハローケイエンタテイメント）
- 流行通信（インファス）
- FUDGE（ニューズ出版）
- ゼクシィ  (リクルート)

その他にも多数の通販雑誌でモデルを務めた。